# Der Doppeladler
Der Doppeladler ist ein französisches Filmdrama aus dem Jahre 1948 von Jean Cocteau. In den Hauptrollen spielen Jean Marais und Edwige Feuillère.

## Handlung
In einem an das alte Österreich – daher der Titel Der Doppeladler – angelehnten Phantasieland. Seit ihr Gatte vor zehn Jahren verschied, lebt eine Königin in Trauer und völliger Abgeschiedenheit auf ihrem Schloss Krantz, umgeben von machtbewussten Höflingen und Einflüsterern. Eines Abends taucht dort ein junger Dichter und von der Polizei verfolgter Anarchist namens Stanislas auf, mit der Absicht, die Monarchin zu ermorden. Er betritt verwundet ihr Gemach, doch sein Plan, die Königin zu meucheln, scheitert. Die Herrscherin erweist sich als großmütig und verschont den attraktiven, jungen Mann, anstatt ihn ihrer Wache auszuliefern, erinnert er sie doch stark an ihren verblichenen Gatten. Sie nennt ihn poetisch Azrael, den „Engel des Todes“, und er muss erkennen, dass sie nicht die Despotin ist, die er in ihr gesehen hatte.
Schnell verlieben sich die beiden ineinander, doch Stanislas versucht durchaus, die Königin in seinem (politischen) Sinne zu beeinflussen und die erstickende Allmacht des Hofstaates, verkörpert durch den Grafen Foehn und die Hofdame ihrer Majestät, Edith de Berg, zu brechen. Jeder der beiden so ungleichen Liebenden versucht in diesem intimen Spiel, in dem es um Liebe und Macht geht, seinen Idealen treu zu bleiben. Stanislas ermuntert seine ältere Geliebte, sich wieder der Öffentlichkeit zu zeigen, um schließlich ihre in den vergangenen Jahren vom Hofstaat sukzessiv reduzierte politische Macht wiederzuerlangen und dadurch auch neue Hoffnung für ein gemeinsames Leben schöpfen zu können. Die Königin ahnt jedoch nicht, dass sich bei ihren Günstlingen und Höflingen Widerstand formiert hat. Nach nur drei Tagen endet die hoffnungslose, tragische Liebe in beider Tod.

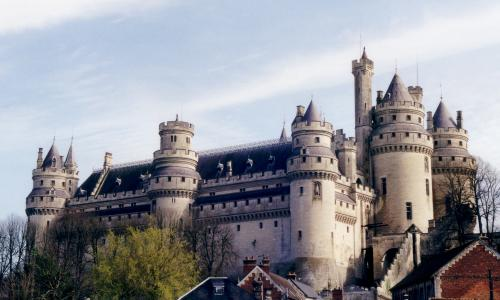
Drehort Schloss Pierrefonds

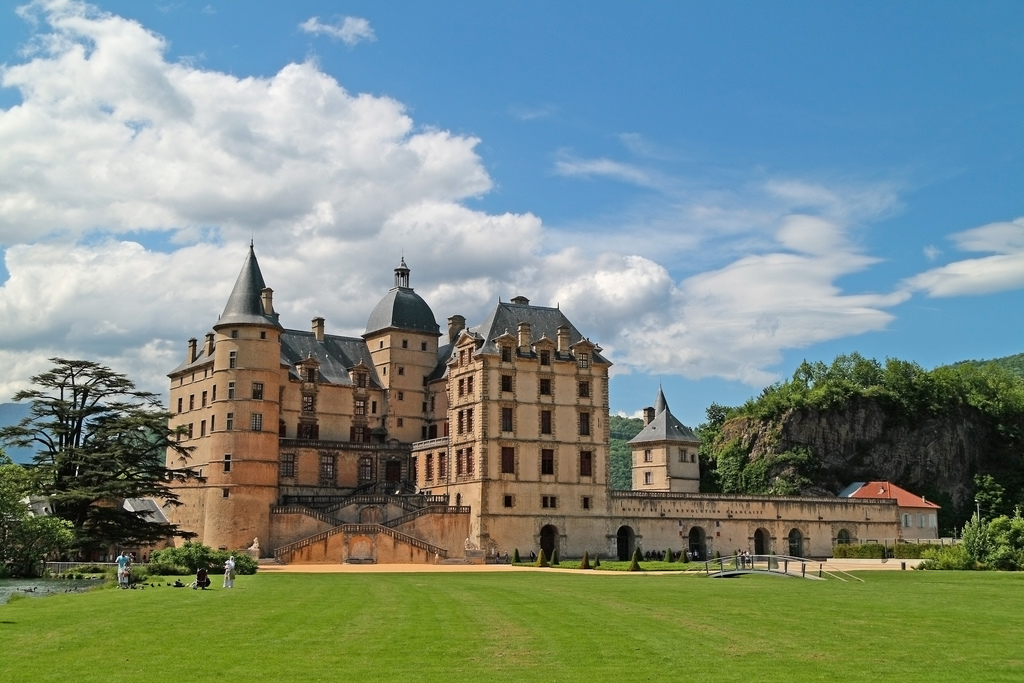
Drehort Schloss Vizille

## Produktionsnotizen
Die Außenaufnahmen von Der Doppeladler entstanden vom 13. Oktober 1947 bis zum 23. Januar 1948 im Schloss Pierrefonds, der einstigen Residenz von Napoleon III., im Schloss Vizille (Außenaufnahmen) und in dem Wintersportort L’Alpe d’Huez. Die Studioaufnahmen entstanden in den Ateliers von Épinay. Die Uraufführung erfolgte am 22. September 1948, die deutsche Erstaufführung am 3. Mai 1949.
Die Kostüme entwarf Marcel Escoffier, die Filmbauten Christian Bérard, die Georges Wakhévitch ausführte. Claude Pinoteau und Hervé Bromberger assistierten Jean Cocteau.

## Kritik
„Jean Cocteaus theatralischstes Theaterstück über den Liebesdoppeltod der Königin und des Anarchisten wirkt im Film noch unerträglich theatralischer.“

„Cocteaus Adaption seines eigenen erfolgreichen Theaterstücks lebt von den beiden vorzüglichen Hauptdarstellern und, dank der hervorragenden Kameraarbeit Alain Douranious, von einer stilistisch imponierenden Dialogdramaturgie, die bis zum Schluß die Leinwand beherrscht.“